# Radko Kaska
Radko Kaska (ur. 23 lutego 1928 w Josefovie, zm. 28 lutego 1973 pod Szczecinem) – czechosłowacki polityk, minister spraw wewnętrznych (1970–1973).

## Życiorys
W 1955 ukończył studia w Moskiewskim Instytucie Stali i Stopów, po czym pracował jako inżynier. W latach 1960–1969 był zatrudniony w Komitecie Centralnym Komunistycznej Partii Czechosłowacji, następnie został mianowany wicedyrektorem wydziału w KC. Od 28 stycznia 1970 do 28 lutego 1973 pełnił obowiązki ministra spraw wewnętrznych w rządach Oldřicha Černíka i Lubomíra Štrougala. W 1971 został odznaczony Orderem Czerwonego Sztandaru; otrzymał też polski order, a w 1973 pośmiertnie czechosłowacki Order Republiki. Zginął tragicznie w katastrofie samolotu rządowego na lotnisku Szczecin-Goleniów.